# Оссио, Луис
Лу́ис Оссио Санхине́с (исп. Luis Ossio Sanjinés; 1930, Потоси, Боливия — 27 сентября 2016, Ла-Пас, Боливия) — боливийский государственный деятель, вице-президент Боливии (1989—1993).

## Биография
Окончил Школу прикладного и сельского образования в Кайсе, Национальный колледж Хуана Мануэля Калеро в Потоси, затем — факультет права и политических наук Высшего университета Сан-Андреса в Потоси. Получил степень доктора политических наук в Университете Генуи.
В молодости был активистом Христианско-демократической партии, избирался президентом исполнительного комитета и исполнительным секретарем Конфедерации студентов университетов Боливии (1957—1958).
В 1960—1971 гг. — профессор истории Боливии и социологии истории в Военном колледже, в 1970—1971 гг. — заместитель декана и исполняющий обязанности декана философского факультета Университета Сан-Андреса.
В 1976 г. был назначен внешним консультантом Корпорации развития вооруженных сил в связи с проектами индустриализации солончака Уюни (1976), профессором горного права и углеводородов в Высшем университете Сан-Андреса (1983).
В 1985 г. был избран в Палату депутатов от Потоси.
В 1989—1993 гг. — вице-президент Боливии. Считался кандидатом на этот пост от Уго Бансера, его утверждение стало возможным в результате объединение экс-диктатора и занявшего третье место на выборах главы государства Хайме Пас Саморы, избранного в результате президентом страны. Как вице-президент по должности возглавлял Национальный конгресс. Одновременно являлся президентом Национального совета государственных реформ и президентом Национального совета по науке и технике. Считался активным сторонником политических соглашений 1991 и 1992 гг., которые впоследствии привели к модернизации государства, что проявилось в преобразовании Национального избирательного суда, создания институтов Уполномоченного по правам человека, Конституционного Суда, Судебного совета. 
Выйдя в отставку, был бизнес-консультантом юридической фирмы Ossio Sanjines Abogados S.C., профессором Университета им. Симона Боливара, президента студенческого центра по политической теории и гражданскому участию Университета Богоматери в Ла-Пасе.
В 2001 г. являлся президентом Гражданского совета по конституционной реформе.
Был женат, воспитал восьмерых детей.
Автор монографий: «Иберо-американская экономическая интеграция» (1961), «Развитие Юга» (Серия конференций, 1976), «Введение в теорию истории» (1983), «Исследования по горному праву и Горному кодексу» (1984), «Статьи и конференции по реформе политической конституции государства и правовой реформе» (1990), "Пятое колесо? (1993).